# Sakatiga Seberang
Sakatiga Seberang is een bestuurslaag in het regentschap Ogan Ilir van de provincie Zuid-Sumatra, Indonesië. Sakatiga Seberang telt 1210 inwoners (volkstelling 2010).